# Paniceae
Paniceae é uma tribo da subfamília Panicoideae.

## Gêneros
Achlaena, Acostia, Acritochaete, Acroceras, Alexfloydia, Alloteropsis, Amphicarpum, Ancistrachne, Anthaenantiopsis, Anthenantia, Anthephora, Arthragrostis, Arthropogon, Axonopus, Baptorhachis, Beckeropsis, Boivinella, Brachiaria, Calyptochloa, Camusiella, Cenchrus, Centrochloa, Chaetium, Chaetopoa, Chamaeraphis, Chasechloa, Chloachne, Chlorocalymma, Cleistochloa, Cliffordiochloa, Commelinidium, Cymbosetaria, Cyphochlaena, Dallwatsonia, Dichanthelium, Digitaria, Digitariopsis, Dimorphochloa, Dissochondrus, Eccoptocarpha, Echinochloa, Echinolaena, Entolasia, Eriochloa, Fasciculochloa, Gerritea, Holcolemma, Homolepis, Homopholis, Hydrothauma, Hygrochloa, Hylebates, Hymenachne, Ichnanthus, Ixophorus, Lasiacis, Lecomtella, Leptocoryphium, Leptoloma, Leucophrys, Louisiella, Megaloprotachne, Melinis, Mesosetum, Microcalamus, Mildbraediochloa, Odontelytrum, Ophiochloa, Oplismenopsis, Oplismenus, Oryzidium, Otachyrium, Ottochloa, Panicum, Paratheria, Parectenium, Paspalidium, Paspalum, Pennisetum, Perulifera, Plagiantha, Plagiosetum, Poecilostachys, Pseudechinolaena, Pseudochaetochloa, Pseudoraphis, Reimarochloa, Reynaudia, Rhynchelytrum, Sacciolepis, Scutachne, Setaria, Setariopsis, Snowdenia, Spheneria, Spinifex, Steinchisma, Stenotaphrum, Stereochlaena, Streptolophus, Streptostachys, Taeniorhachis, Tarigidia, Tatianyx, Thrasya, Thrasyopsis, Thuarea, Thyridachne, Trachys, Tricholaena, Triscenia, Uranthoecium, Urochloa, Whiteochloa, Xerochloa, Yakirra, Yvesia, Zygochloa